# Canonische Veränderungen über ein Weihnachtslied

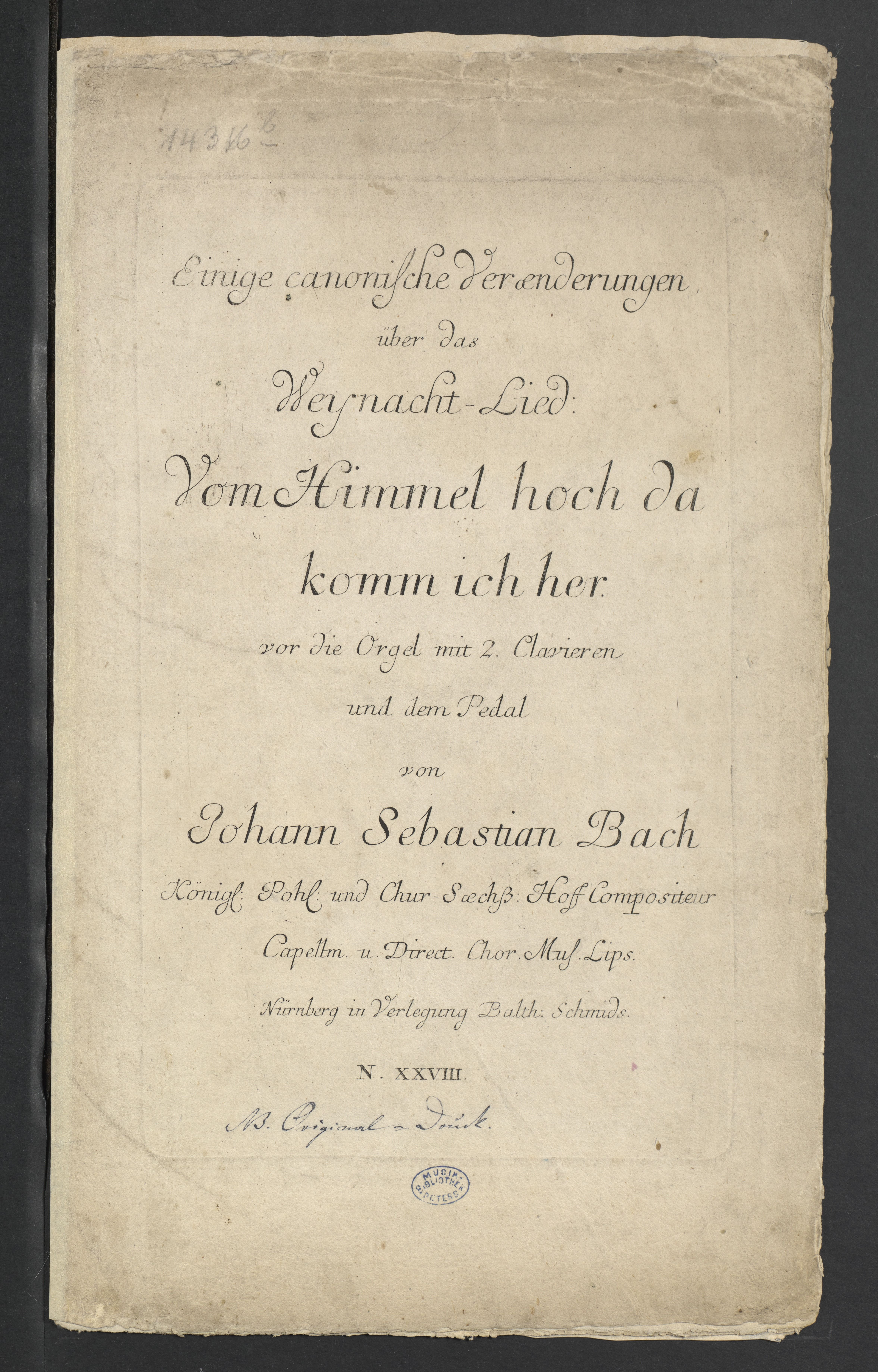
Canonische Veränderungen (1748)

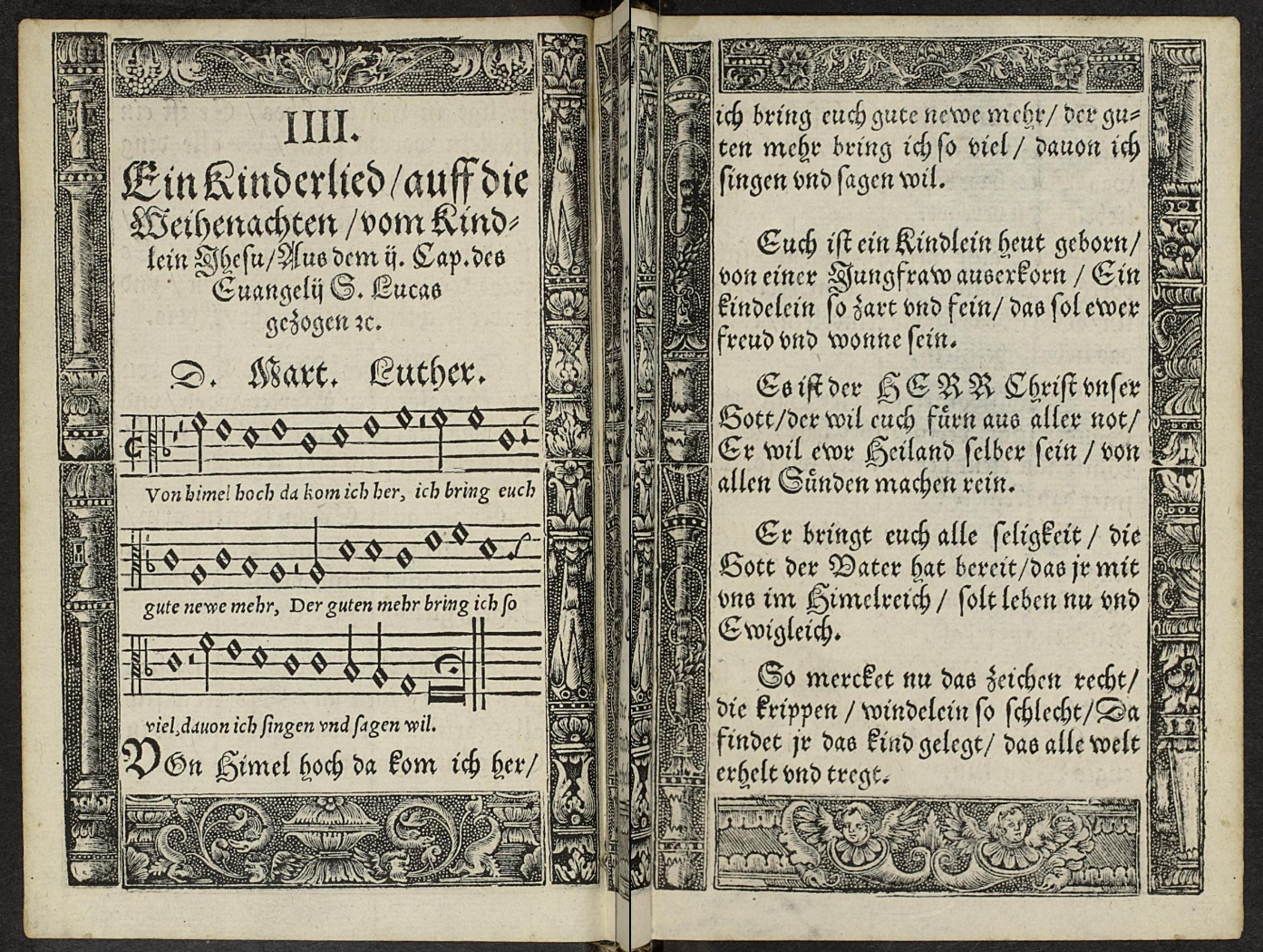
Vom Himmel hoch da komm' ich her (1567)

Canonische Veränderungen über ein Weihnachtslied (în română Variațiuni canonice pe un cântec de Crăciun), pentru orgă cu două manuale și pedalier, este o serie de cinci variațiuni în formă de canon, pe un coral de Crăciun de Martin Luther intitulat Vom Himmel hoch da komm' ich her (Din cer de sus vin eu aici), compuse de Johann Sebastian Bach în 1746–1747. Ca și în alte lucrări de maturitate, Bach demonstrează aici nu numai stăpânirea dificultăților tehnice, ci și o vitalitate pasionată și simț poetic:
... Dar experiențele unei vieți fructuoase de șaizeci de ani s-au împletit cu emoțiile care îl urmăriseră în anii anteriori la festivitățile de Crăciun ... Lucrarea are un element de recunoștință solemnă, ca privirea unui bătrân care își urmărește nepoții stând în jurul pomului de Crăciun și își amintește de propria copilărie.

## Structură
Variațiunile sunt bazate pe coralul Vom Himmel hoch, da komm ich her, cu text și melodie de Martin Luther, ambele publicate în 1539.

### Variatio 1
Acest canon pe două voci se bazează pe prima și ultima strofă din cantus firmus⁠(en)[traduceți]. Stilul muzical al lui Bach creează o impresie de simplitate și frumusețe.

### Variatio 2
A doua variațiune este un canon la cvinta inferioară, bazat de primele două strofe din cantus firmus. Articularea ambelor versiuni, tipărită și manuscrisă, induce o impresie mai calmă decât în prima variațiune.

### Variatio 3
Variațiunea a treia, mai lungă, durează 27 de măsuri. Melodia din cantabile⁠(en)[traduceți] reprezintă cea mai importantă diferență dintre versiunile tipărită si manuscrisă. Bach obișnuia să modifice ornamentația astfel ca nicio interpretare să nu se repete.

### Variatio 4
Variațiunea a patra este un canon în care melodia principală expusă de manualul soprano este acompaniată de imitația sa în manualul bas. Între cele două voci ale canonului există o linie mediană, cu cantus firmus în tenor.

### Variatio 5
În această variațiune Bach utilizează însăși tema coralului ca material canonic. Ea are trei secțiuni, dezvoltate până la un punct culminant maiestuos și complex în ultimele măsuri ale secțiunii a treia.